# Karl Zuegg
Karl Zuegg (28 tháng 2 năm 1914 – 26 tháng 12 năm 2005) là một doanh nhân người Ý đến từ Lana, Nam Tirol. Ông là giám đốc điều hành của công ty nước ép trái cây và mứt Zuegg có trụ sở tại Lana, từ năm 1940 đến năm 1986.